# Rubus fruticosus
Rubus fruticosus — вид квіткових рослин родини трояндових (Rosaceae).

## Біоморфологічна характеристика

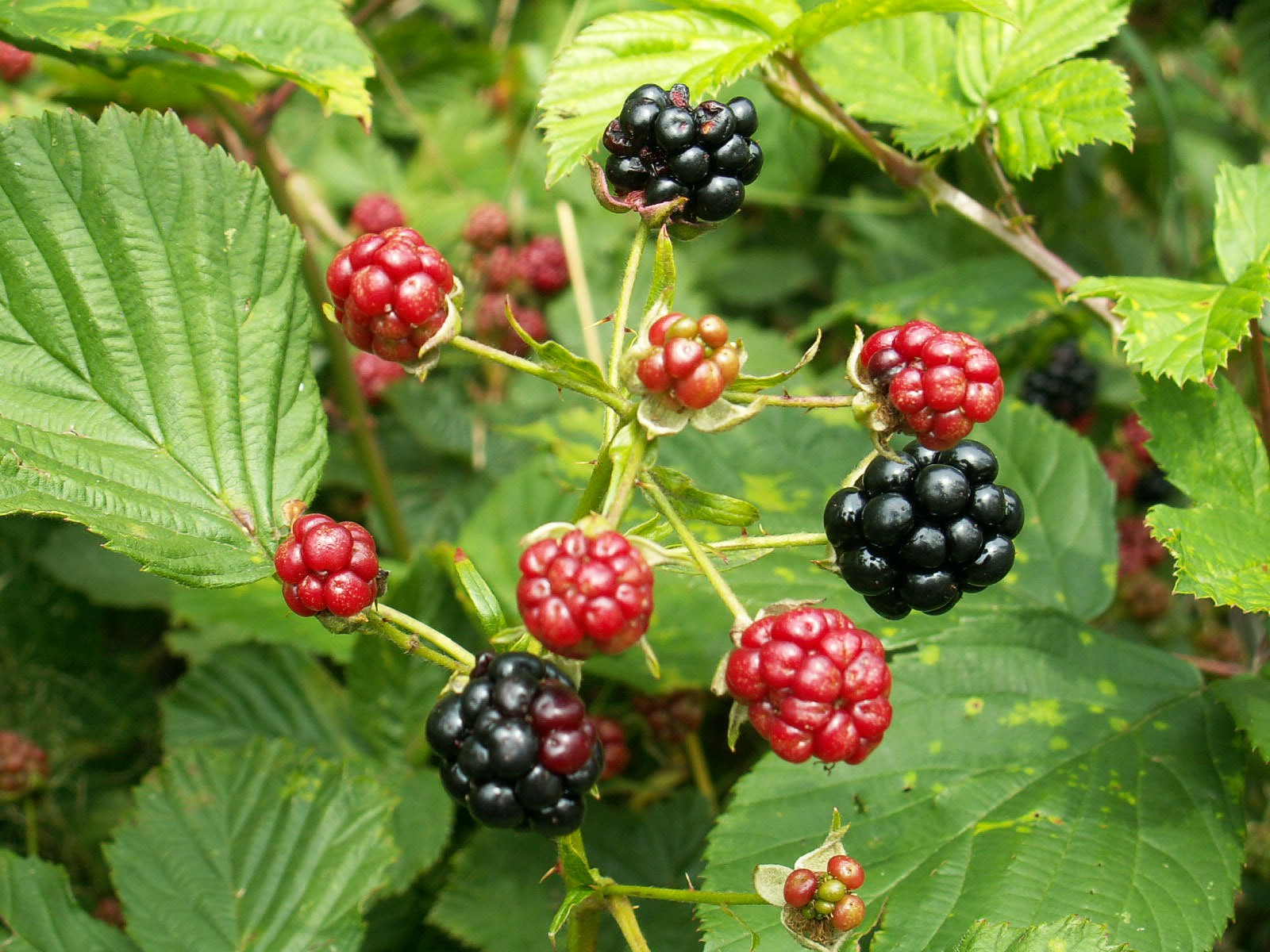

Кущ. Стебла здебільшого нависають і дуже колючі, повзучі. Листки голі з обох боків. Чашолистки зелені. Пелюстки білі, великі, оберненояйцювато-довгасті. Плоди чорні, блискучі, з солодким смаком. Насіння від яйцюватих до широко-яйцюватих, ± сплощені з боків, 2.8–4.2 x 1.9–2.8 мм; поверхня сітчаста, дорсальний шов чіткий жовтувато-коричневий. 2n = 28

## Поширення
Поширення: Австрія, країни Балтії, Білорусь, Бельгія, колишня Чехословаччина, Данія, Франція, Німеччина, Велика Британія, Угорщина, Ірландія, Італія, Нідерланди, Норвегія, Польща, Швеція, Швейцарія, Україна, колишня Югославія; інтродукований до ПАР, Австралії, Нової Зеландії, Японії.
Росте на узліссях, полях, садах, живоплотах.
В Україні росте на узліссях і в чагарниках — на Закарпатті, зрідка.

## Використання
Плоди придатні для приготування джемів. Рослина також використовується для розмежування земельних ділянок. Інші функції живої огорожі з ожини полягають у постачанні пилку та нектару для виробництва меду.